# Klaus Doderer
Klaus Doderer (* 20. Januar 1925 in Biebrich; † 16. Juni 2023 in Darmstadt) war Germanist und ein deutscher Forscher auf dem Gebiet der Kinder- und Jugendliteratur. Er gründete das Institut für Jugendbuchforschung in Frankfurt am Main.

## Leben
Doderer ging in Wiesbaden zur Schule und studierte an der Universität Marburg Literaturwissenschaft, Kunstgeschichte und Philosophie. Sein Vater war der Schriftsteller Otto Doderer (1892–1962). Doderer hat drei Kinder mit Ingrid Doderer. Die Schauspielerin und Kabarettistin Beatrix Doderer (* 1966) ist eine Tochter.
Zunächst war Doderer als Lehrer in Deutschland und England tätig. Später arbeitete er als Dozent am Pädagogischen Institut in Darmstadt. 1963 gründete er das damals weltweit erste Institut für Jugendbuchforschung an der Johann Wolfgang Goethe-Universität Frankfurt am Main. Er war bis 1990 der geschäftsführende Direktor des Institutes, das er zu internationalem Renommee führte. Von 1996 bis 2000 war er Vorsitzender der Erich Kästner Gesellschaft.
Zusammen mit Astrid Lindgren engagierte er sich für die Gründung des Schwedischen Kinderbuch-Instituts in Stockholm in 1965. Lindgren und andere bekannte Kinder- und Jugendbuchautoren waren in Darmstadt bei Doderers zu Gast, neben Lindgren unter anderem Erich Kästner, Friedrich Karl Waechter, Christine Nöstlinger, James Krüss und Peter Härtling. Doderer bezeichnete die antiautoritäre Einstellung als eine seiner „Grundpositionen“, beide Eltern beschrieb er als humanistisch geprägt.
Nach dem Tod seiner Frau Ingrid lebte Doderer im Elisabethstift in Darmstadt.

## Auszeichnungen
- Bundesverdienstkreuz am Bande
- 1982 Friedrich-Bödecker-Preis
- 1987 Internationaler Grimm-Preis des Internationalen Institut für Kinderliteratur der Präfektur Ōsaka für seine Forschungen auf dem Gebiet der Kinder- und Jugendliteratur.

## Veröffentlichungen (Auswahl)
- Comics. Geschichte einer populären Literaturform in Deutschland seit 1945. Beltz, Weinheim 2002, ISBN 3-407-56521-6 (zusammen mit Bernd Dolle-Weinkauff u. a.)
- Die Entdeckung der Kinder- und Jugendliteraturforschung. Autobiographische Reflexionen. Beltz, Weinheim 2005, ISBN 3-407-85890-6.
- Erich Kästner. Lebensphasen, politisches Engagement, jugendliterarisches Wirken. Juventa-Verlag, Weinheim 2002, ISBN 3-7799-1088-8.
- James Krüss. Insulaner und Weltbürger. Carlsen Verlag, Hamburg 2009, ISBN 978-3-551-58213-3.
- Klassische Kinder- und Jugendbücher. Kritische Betrachtungen. Beltz Weinheim 1975, ISBN 3-407-10904-0 (zusammen mit Peter Aley).
- Lexikon der Kinder- und Jugendliteratur. Personen-, Länder- und Sachartikel zu Geschichte u. Gegenwart der Kinder- und Jugendliteratur. Beltz, Weinheim 1995, ISBN 3-407-56520-8 (4 Bde., Nachdr. d. Ausg. Weinheim 1973–1984)
- Literarische Jugendkultur. Kulturelle und gesellschaftliche Aspekte der Kinder- und Jugendliteratur in Deutschland. Juventa-Verlag, Weinherim 1992, ISBN 3-7799-0446-2.
- Literatur und Schule. Essays über ein schwieriges Verhältnis. Beltz, Weinheim 1983, ISBN 3-407-83074-2.
- Walter Benjamin und die Kinderliteratur. Aspekte der Kinderliteratur in den 20er Jahren. Juventa-Verlag, Weinheim 1988, ISBN 3-7799-0443-8.
- Die Reimschmiede. So dichten Kinder und Kinder malen dazu. Ehrenwirth, München 1966.
- Wege in die Welt der Sprache. Handreichungen für den muttersprachlichen Unterricht in Grund- und Hauptschule. Klett, Stuttgart 1960.
- Nix bleibt wie's ist. Zukunftsgeschichten. Anthologie. Roje & Buer, Erstausgabe 1991, ISBN 3-924048-07-X.